# 京都成章高等学校
京都成章高等学校（きょうとせいしょうこうとうがっこう）は、京都府京都市西京区大枝沓掛町に所在する私立高等学校。

## 沿革
- 1986年 - 男子校として創立、開学挙行
- 1987年 - 校地上段に校舎(新館、後に別館と呼ばれる)および食堂棟を増築
- 1990年 - 格技棟および合宿室が竣工
- 1993年 - 新館増築及びゼミナール館新築
- 1995年 - 校門改築。校訓碑据置
- 1998年 - 第80回全国高等学校野球選手権大会（準優勝）。
- 1999年 - 増築棟(イデア館)完成。全国7人制ラグビー大会（ベスト4）
- 2003年 - アカデミーコースのみ男女共学化
- 2008年 - エテルナクラス(関関同立文系特化クラス)新設。第88回全国高等学校ラグビーフットボール大会（ベスト4）
- 2009年 - 第89回全国高等学校ラグビーフットボール大会（ベスト4）
- 2011年 - エテルナクラスの募集停止
- 2014年 - 通信制課程新設。第94回全国高等学校ラグビーフットボール大会（ベスト4）
- 2016年 - ゼネラルクラス(男子のみ)を改編して、メディカルスポーツクラス(男女共学)新設。メディカルスポーツ棟完成
- 2017年 - 校時変更。
- 2018年 - 体育館に空調設備新設、食堂のバイキング化、それに伴う校時変更、メディカルスポーツクラスとAS・アカデミークラスで昼休みの時間の変更、校舎増設
- 2020年 - メディカルスポーツ棟増築。第100回全国高等学校ラグビーフットボール大会に出場(準優勝)。
- 2023年 - 全日制の私服許可、TSクラスの設置

## 校訓
「自学　自成　自立」
- 自学：教師と一体となって真理を追求し、生涯を通じて学び続ける体制をつくる。
- 自成：自・他の中から個性や能力を生かし、人間としての成長をはかり自己形成につとめる。
- 自立：個性と社会に立脚しながら、自らの将来を自主的な人間になるようにつとめる。

## 設置課程
下記の課程およびクラスが設置されている。

### 全日制課程 普通科
- アカデミーコース
  - TSクラス - 難関国公立大学を目指すクラス[3]。
  - ASクラス - 国公立大学を目指すクラス[4]。
  - アカデミークラス - 国公立大学・私立大学を目指すクラス[5]

- メディカルスポーツコース
  - メディカルスポーツクラス - スポーツに関する技術や知識を学びながら私立大学への進学をめざすクラス[6]。

### 通信制課程 普通科[7]
- 進学コース - 大学受験を目指すコース。
- 総合コース - 短期大学や専門学校など多様な進路をサポートするコース。

## 部活動・同好会
下記の部活動及び同好会が存在する。

### 男子ラグビー部
全国高等学校ラグビーフットボール大会に京都府代表として15回出場している全国屈指の強豪校である。
- 2008年：第88回大会（ベスト4）
- 2009年：第89回大会（ベスト4）
- 2011年：第91回大会（ベスト8） ※引分による抽選負け
- 2014年：第94回大会（ベスト4）
- 2015年：第95回大会（ベスト8）
- 2016年：第96回大会（ベスト8）
- 2017年：第97回大会（ベスト8)
- 2019年：第99回大会（ベスト8）
- 2020年：第100回大会(準優勝)
- 2021年：第101回大会(ベスト8)
- 2022年：第102回大会(ベスト4)

全国高等学校選抜ラグビーフットボール大会
- 2010年：第11回大会（ベスト8）
- 2017年：第18回大会（準優勝）
- 2019年：第20回大会（ベスト4)
- 2025年：第26回大会（準優勝）

### 女子ラグビー部
全国U18女子セブンズラグビーフットボール大会に5回出場した。
- 2019年：第2回大会（ベスト4）
- 2020年：第3回大会（優勝）
- 2023年：第6回大会（準優勝）

### 野球部
甲子園に春夏計5回出場した。
全国高等学校野球選手権大会
- 1995年：第77回全国高等学校野球選手権大会
- 1998年：第80回全国高等学校野球選手権大会 （準優勝）
- 2017年：第99回全国高等学校野球選手権大会

選抜高等学校野球大会
- 1998年：第70回選抜高等学校野球大会
- 2011年：第83回選抜高等学校野球大会

国民体育大会(高校硬式野球)
- 1998年：かながわ・ゆめ国体（準優勝）

### 体育系
- ソフトボール部（女子のみ）
- ソフトテニス部（女子のみ）
- バドミントン部（男・女）
- 男子バスケットボール部
- 女子バスケットボール部
- 男子バレーボール部
- 女子バレーボール部
- 剣道部（男・女）
- ゴルフ部（男・女）
- 卓球部（男・女）
- 硬式テニス部（男・女)

### 文化系
- 吹奏楽部（男・女）
- コーラス部（男・女）
- 写真部（男・女）
- 邦楽部（男・女）
- 茶道部（男・女）
- クイズ研究部
- 数学研究部
- プログラミング部
- 地理研究部

### 同好会
- 軽音楽同好会

## 不祥事

### ラグビー部元部員らによる麻薬所持事件
2023年3月下旬、元ラグビー部員ら5人が、大麻を所持、使用した疑いで逮捕されていたことがわかった。本事件の隠匿があるとして保護者らが学校側を告発している。

## 著名な出身者

### プロ野球
- 大家友和 - プロ野球選手（元レッドソックス、元横浜ベイスターズ・投手）
- 北山亘基 - プロ野球選手（北海道日本ハムファイターズ・投手）
- 久保貴裕 - プロ野球選手（元福岡ダイエーホークス・投手）
- 倉義和 - プロ野球選手（元広島東洋カープ・捕手）
- 吉見太一 - プロ野球選手（元埼玉西武ライオンズ・捕手）
- 梅木謙一 - プロ野球審判員

### ラグビー
- 浅堀航平 - ラグビー選手（トヨタ自動車ヴェルブリッツ・PR）
- 淺岡俊亮 - ラグビー選手（トヨタ自動車ヴェルブリッツ・PR）
- 礒田凌平 - ラグビー選手（リコーブラックラムズ・CTB）
- 大島脩平 - ラグビー選手（東芝ブレイブルーパス・WTB）
- 大山晋弥 - ラグビー選手（ヤマハ発動機ジュビロ・WTB）
- 岡本慎太郎 - ラグビー選手（ヤマハ発動機ジュビロ・PR）
- 岡元涼葉 - 女子ラグビー選手（東京山九フェニックス・CTB）
- 押川敦治 - ラグビー選手（クボタスピアーズ船橋・東京ベイ・SO・CTB）
- 小原稜生 - ラグビー選手（豊田自動織機シャトルズ・FL）
- 呉季依典 - ラグビー選手（Honda HEAT・HO）
- 呉味和昌 - ラグビー選手（Honda HEAT・PR）
- 坂手淳史 - ラグビー選手（パナソニック ワイルドナイツ・HO・№8）
- 清水晶大 - ラグビー選手（神戸製鋼コベルコスティーラーズ・SO）
- 須田倫代 - 女子ラグビー選手（CTB）
- 中川湧眞 - ラグビー選手（花園近鉄ライナーズ・WTB）
- 西和磨 - ラグビー選手（リコーブラックラムズ・PR）
- 西川虎哲 - ラグビー選手（宗像サニックスブルース・SO・CTB）
- 根塚聖冴 - ラグビー選手（Honda HEAT・SH）
- 橋元教明 - ラグビーレフリー
- 濵田将暉 - ラグビー選手（東芝ブレイブルーパス・WTB）
- 比果義稀 - ラグビー選手（三菱重工相模原ダイナボアーズ・LO）
- 藤村琉士 - ラグビー選手（NTTコミュニケーションズシャイニングアークス・HO）
- 二村莞司 - ラグビー選手（クボタスピアーズ船橋・東京ベイ・CTB・FB）
- 古田凌 - ラグビー選手（Honda HEAT・No.8）
- 延原秀飛 - ラグビー選手（埼玉パナソニックワイルドナイツ・HO・№8）
- 本郷泰司 - ラグビー選手（NTTコミュニケーションズシャイニングアークス・CTB）
- 松岡賢太 - ラグビー選手（神戸製鋼コベルコスティーラーズ・HO）
- 三木皓正 - ラグビー選手（トヨタヴェルブリッツ・FL）
- 村田陣悟 - ラグビー選手（トヨタヴェルブリッツ・FL）
- 森山飛翔 - ラグビー選手（帝京大学・PR）
- 矢富勇毅 - ラグビー選手（ヤマハ発動機ジュビロ・SH）
- 山岡楽 - ラグビー選手（宗像サニックスブルース・SH）
- 山田聖也 - ラグビー選手（キヤノンイーグルス・WTB）
- 山本秀 - ラグビー選手（リコーブラックラムズ東京・LO/FL）
- 山本嶺二郎 - ラグビー選手（リコーブラックラムズ東京・LO）
- 湯浅航平 - ラグビー選手（トヨタ自動車ヴェルブリッツ・SH）
- 吉田康平 - ラグビー選手（トヨタ自動車ヴェルブリッツ・PR）

### 芸能
- 藤本淳史 - お笑い芸人（田畑藤本）
- 高道淳史 - お笑い芸人（プリンセス金魚）
- 西寺郷太 - ミュージシャン（ノーナ・リーヴス）

### その他
- 田中英之 - 前衆議院議員
- 永守知博 - 経営者
- 小牧憲継 - 高校野球指導者

## 交通アクセス
京阪京都交通により、朝夕とも、各駅・京都成章高校バスターミナル間のバスが出ている。
１A・2・11A・12A・21A・25A・２５B・28A・28系統が提供され、JR桂川駅や阪急桂駅、阪急洛西口駅、京都駅、JR亀岡駅を結んでいる。
阪急桂駅やJR桂川駅から直行バス（直行25B系統）が登校・下校時間に多く出ている。（大人260円・所要時間約20分程度）